# 煉靈月
煉靈月，是天主教會的宗教月份之一，通常在公曆11月，基督徒會為煉獄中亡者祈禱、奉獻和贖罪，讓其靈魂得以淨化進入永生；教會亦指此舉可以幫助信徒增進善功。

## 沿革
為亡者祈禱來源已不可考，為普遍作法。直到4世紀對教會的迫害結束時，興起諸聖殉道者慶節。8世紀，諸聖節在10月1日舉行。10世紀，法國本篤會會士習慣於11月1日晚課為亡者誦經，於是敎會便定11月2日為追思亡者日 (諸靈節) ，請敎友在11月為煉靈禱告。